# Río Piedra
El río Piedra, llamado en su tramo alto, hasta Embid, río de San Nicolás del Congosto, es un río de España, afluente del Jalón por la margen derecha y perteneciente a la cuenca del Ebro. Tiene una longitud de 76 km y su caudal es muy irregular por ser un río de régimen pluvial mediterráneo.
El agua del río tiene una alta concentración de carbonato cálcico y al salir del manantial se deposita sobre el suelo, las plantas, los musgos, etc, produciendo así un fenómeno cárstico de meteorización. 

## Geografía

### Nacimiento

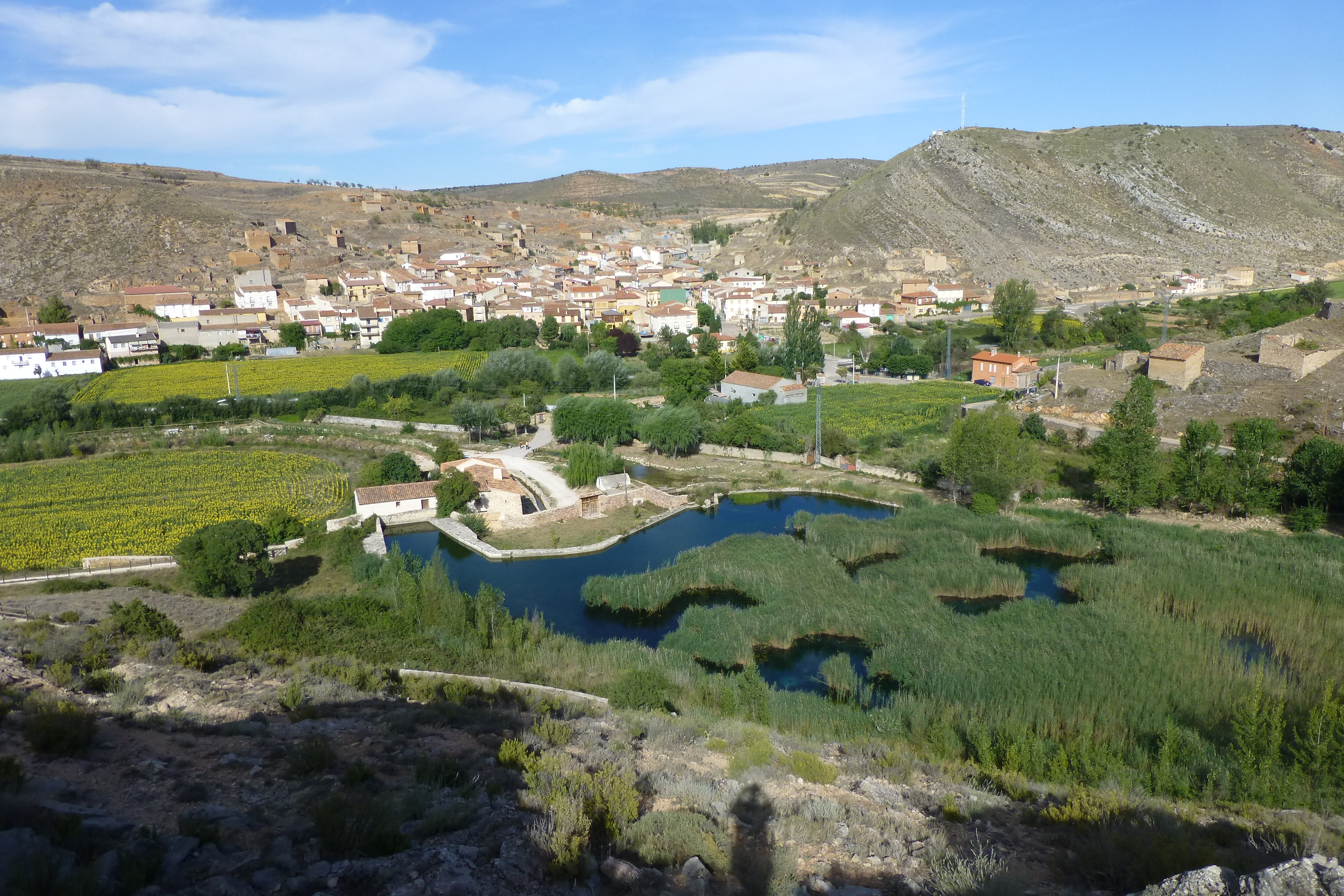
Ojos del río Piedra de Cimballa

El río Piedra nace en Rueda de la Sierra (Guadalajara), cerca de Cillas. El cauce alto permanece seco casi todo el año y cuando llega a Cimballa sus manantiales, los llamados ojos del río Piedra, le aportan un cauce continuo al río. En el tramo alto se encuentran las hoces del Piedra, en Aldehuela de Liestos y Torralba de los Frailes.
Los manantiales más importantes son: el Molino Nuevo, los Ojos de la Balsa, los dos del Batán, que dan agua a la piscifactoría, y la fuente de la Mora, donde están las piscinas, todos ellos en Cimballa 

### Curso medio

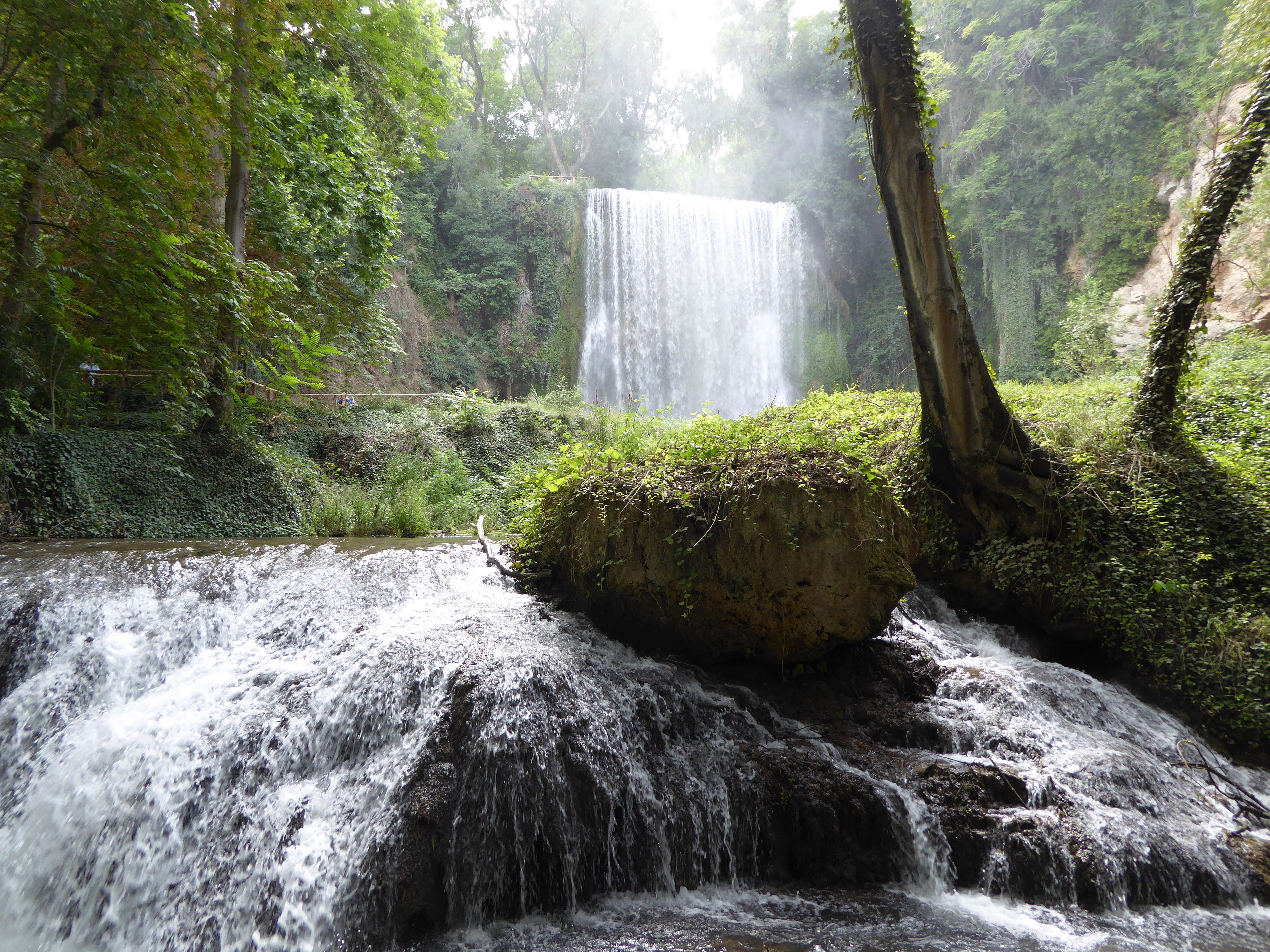
Cascadas del río en el monasterio de Piedra

En esta parte del cauce se encuentran la central hidroeléctrica de la Requijada, con una concesión de 2 m/s; el monasterio de Piedra; el municipio de Nuévalos, donde se encuentra el salto de la Requijada; la desembocadura del río Ortiz y el embalse de la Tranquera.

### Desembocadura
En el curso medio del Jalón, entre las desembocaduras de los ríos Monegrillo y Manubles, en el término municipal de Ateca tras atravesar Carenas y, posteriormente, Castejón de las Armas.

## Afluentes
Aparte de los manantiales citados anteriormente, al cauce del río Piedra aportan su caudal el río Ortiz, a la altura de Nuévalos, y el río Mesa, en el embalse de la Tranquera.

## Explotación
El río se utiliza para molinos, piscifactoría, caleras, riego y generación eléctrica.